# エタン・デュモルティエ
エタン・デュモルティエ（Ethan Dumortier、2000年12月29日 - ）は、トップ14・リヨンOUに所属するラグビー選手。

## プロフィール
- フランス・リヨン出身[1]。
- ポジションはウィング(WTB)、センター(CTB)。
- 身長 192cm、体重 93kg
- U20フランス代表に選ばれたことがある[2]。
- 7人制フランス代表に選ばれたことがある[3]。
- フランス代表キャップは1(2023年2月現在)。

## 略歴
2019年、リヨンOUに加入。  
2023年2月5日に行われたシックス・ネイションズ2023イタリア戦で先発出場でフランス代表初キャップを獲得してデビュー戦でトライをあげた。